# Dave Schultz (brottare)
David Schultz, född den 6 juni 1959 i Palo Alto, Kalifornien, död 26 januari 1996 i Newtown Square, Pennsylvania var en amerikansk brottare som tog OS-guld i welterviktsbrottning i fristilsklassen 1984 i Los Angeles. Han var bror till Mark Schultz, som tog OS-guld i mellanviktsbrottning i fristilsklassen samma år.
David Schultz sköts till döds av den psykiskt sjuke miljardären John du Pont.